# Franklin Point
Der Franklin Point ist eine markante und felsige Landspitze im Westen von Intercurrence Island im Palmer-Archipel vor der Westküste der Antarktischen Halbinsel.
Der britische Geowissenschaftler Henry Foster kartierte die Landspitze 1829 grob und benannte sie als Cape Franklin. Namensgeber ist vermutlich der britische Arktisforscher John Franklin (1786–1847). Das UK Antarctic Place-Names Committee nahm 1960 eine Änderung des Toponyms vor, um der eigentlichen Natur des geographischen Objekts zu entsprechen.